# Derby di Monaco di Baviera
Con il termine Derby di Monaco di Baviera (ted. Münchner Stadtderby) ci si riferisce alla stracittadina che oppone le squadre di calcio bavaresi di Bayern Monaco e Monaco 1860.

## Storia
Il primo confronto tra le due formazioni risale al 1902 e si concluse con la vittoria del Bayern. Nell'agosto 1965 si disputò il primo derby dell'epoca professionistica, conclusosi con la vittoria del Monaco 1860.
Dopo un dominio del Bayern nei primi anni, dal 1916 il bilancio tornò ad equilibrarsi e la situazione non mutò fino al periodo 1943-1949, quando il Bayern tornò a egemonizzare la sfida. Dal 1971, con il declino del Monaco 1860, la sfida è divenuta appannaggio del Bayern. Da allora il Monaco 1860 ha vinto solo sette confronti.
Dal 1972 le squadre condivisero lo stadio. Così, dopo aver avuto luogo al Grünwalder Stadion, il match si disputò allo Stadio Olimpico di Monaco. Dal 2005 la sede del derby è l'Allianz Arena.
Dal 2004, con la retrocessione del Monaco 1860 in seconda serie, la partita non ha più avuto luogo in campionato, se si escludono le sfide delle squadre riserve, che avvengono in Regionalliga, dapprima terza e, dal 2008, quarta serie del campionato tedesco di calcio.
L'ultimo confronto ufficiale tra le due squadre risale al 27 febbraio 2008, quando il Bayern vinse la sfida dei quarti di finale di Coppa di Germania per 1-0 grazie ad un gol segnato su un discusso calcio di rigore decretato allo scadere dei tempi supplementari.

## Lista dei risultati

### Derby tra prime squadre
| Num. | Data       | Stadio                   | Competizione                 | Incontro                    | Risultato | Spettatori |
| ---- | ---------- | ------------------------ | ---------------------------- | --------------------------- | --------- | ---------- |
| 1    | 21/09/1902 | Sportplatz Clemensstraße | Münchner Stadtmeisterschaft  | Bayern Monaco - Monaco 1860 | 3 - 0     |            |
| 2    | 01/11/1903 | Schyrenwiese             | Münchner Stadtmeisterschaft  | Monaco 1860 - Bayern Monaco | 2 - 0     |            |
| 3    | 12/11/1905 |                          | Münchner Stadtmeisterschaft  | Bayern Monaco - Monaco 1860 | 1 - 0     |            |
| 109  | 28/09/1952 | Grünwalder Stadion       | Oberliga Süd 1952-1953       | Monaco 1860 - Bayern Monaco | 2 - 1     | 12.000     |
| 110  | 08/02/1953 | Grünwalder Stadion       | Oberliga Süd 1952-1953       | Bayern Monaco - Monaco 1860 | 2 - 2     | 17.000     |
| 111  | 15/09/1957 | Grünwalder Stadion       | Oberliga Süd 1957-1958       | Bayern Monaco - Monaco 1860 | 3 - 3     | 40.000     |
| 112  | 18/01/1958 | Grünwalder Stadion       | Oberliga Süd 1957-1958       | Monaco 1860 - Bayern Monaco | 4 - 3     | 40.000     |
| 113  | 20/09/1958 | Grünwalder Stadion       | Oberliga Süd 1958-1959       | Monaco 1860 - Bayern Monaco | 1 - 2     | 32.000     |
| 114  | 21/02/1959 | Grünwalder Stadion       | Oberliga Süd 1958-1959       | Bayern Monaco - Monaco 1860 | 1 - 2     | 35.000     |
| 115  | 12/04/1959 | Grünwalder Stadion       | DFB-Pokal 1959-1960          | Monaco 1860 - Bayern Monaco | 0 - 0     | 20.000     |
| 116  | 22/04/1959 | Grünwalder Stadion       | DFB-Pokal 1959-1960          | Monaco 1860 - Bayern Monaco | 0 - 0     | 17.000     |
| 117  | 27/09/1959 | Grünwalder Stadion       | Oberliga Süd 1959-1960       | Monaco 1860 - Bayern Monaco | 4 - 6     | 32.000     |
| 118  | 18/04/1960 | Grünwalder Stadion       | Oberliga Süd 1959-1960       | Bayern Monaco - Monaco 1860 | 1 - 3     | 15.000     |
| 119  | 18/09/1960 | Grünwalder Stadion       | Oberliga Süd 1960-1961       | Monaco 1860 - Bayern Monaco | 0 - 0     | 28.000     |
| 120  | 29/01/1961 | Grünwalder Stadion       | Oberliga Süd 1960-1961       | Bayern Monaco - Monaco 1860 | 6 - 2     | 25.000     |
| 121  | 10/09/1961 | Grünwalder Stadion       | Oberliga Süd 1961-1962       | Bayern Monaco - Monaco 1860 | 0 - 4     | 28.000     |
| 122  | 28/01/1962 | Grünwalder Stadion       | Oberliga Süd 1961-1962       | Monaco 1860 - Bayern Monaco | 2 - 3     | 35.000     |
| 123  | 23/09/1962 | Grünwalder Stadion       | Oberliga Süd 1962-1963       | Bayern Monaco - Monaco 1860 | 3 - 1     | 45.000     |
| 124  | 03/02/1963 | Grünwalder Stadion       | Oberliga Süd 1962-1963       | Monaco 1860 - Bayern Monaco | 3 - 1     | 38.000     |
| 125  | 14/08/1965 | Grünwalder Stadion       | Fußball-Bundesliga 1965-1966 | Monaco 1860 - Bayern Monaco | 1 - 0     | 44.000     |
| 126  | 14/01/1966 | Grünwalder Stadion       | Fußball-Bundesliga 1965-1966 | Bayern Monaco - Monaco 1860 | 3 - 0     | 40.000     |
| 127  | 15/10/1966 | Grünwalder Stadion       | Fußball-Bundesliga 1966-1967 | Bayern Monaco - Monaco 1860 | 3 - 0     | 44.000     |
| 128  | 18/03/1967 | Grünwalder Stadion       | Fußball-Bundesliga 1966-1967 | Monaco 1860 - Bayern Monaco | 1 - 0     | 44.000     |
| 129  | 01/04/1967 | Grünwalder Stadion       | DFB-Pokal 1966-1967          | Bayern Monaco - Monaco 1860 | 3 - 1     | 42.000     |
| 130  | 28/10/1967 | Grünwalder Stadion       | Fußball-Bundesliga 1967-1968 | Bayern Monaco - Monaco 1860 | 2 - 2     | 44.000     |
| 131  | 30/03/1968 | Grünwalder Stadion       | Fußball-Bundesliga 1967-1968 | Monaco 1860 - Bayern Monaco | 3 - 2     | 44.000     |
| 132  | 24/08/1968 | Grünwalder Stadion       | Fußball-Bundesliga 1968-1969 | Monaco 1860 - Bayern Monaco | 0 - 3     | 44.000     |
| 133  | 18/01/1969 | Grünwalder Stadion       | Fußball-Bundesliga 1968-1969 | Bayern Monaco - Monaco 1860 | 0 - 2     | 38.000     |
| 134  | 18/10/1969 | Grünwalder Stadion       | Fußball-Bundesliga 1969-1970 | Bayern Monaco - Monaco 1860 | 2 - 0     | 40,500     |
| 135  | 07/03/1970 | Grünwalder Stadion       | Fußball-Bundesliga 1969-1970 | Monaco 1860 - Bayern Monaco | 2 - 1     | 44.000     |
| 136  | 03/08/1972 | Olympiastadion           | DFB-Ligapokal 1972-1973      | Monaco 1860 - Bayern Monaco | 1 - 3     | 79.000     |
| 137  | 23/08/1972 | Grünwalder Stadion       | DFB-Ligapokal 1972-1973      | Bayern Monaco - Monaco 1860 | 5 - 3     | 23.000     |
| 138  | 12/11/1977 | Olympiastadion           | Fußball-Bundesliga 1977-1978 | Bayern Monaco - Monaco 1860 | 1 - 3     | 77.000     |
| 139  | 08/04/1978 | Olympiastadion           | Fußball-Bundesliga 1977-1978 | Monaco 1860 - Bayern Monaco | 1 - 1     | 60,300     |
| 140  | 17/11/1979 | Olympiastadion           | Fußball-Bundesliga 1979-1980 | Monaco 1860 - Bayern Monaco | 1 - 2     | 78.000     |
| 141  | 10/05/1980 | Olympiastadion           | Fußball-Bundesliga 1979-1980 | Bayern Monaco - Monaco 1860 | 6 - 1     | 77,500     |
| 142  | 14/10/1980 | Olympiastadion           | Fußball-Bundesliga 1980-1981 | Monaco 1860 - Bayern Monaco | 1 - 3     | 53.000     |
| 143  | 28/03/1981 | Olympiastadion           | Fußball-Bundesliga 1980-1981 | Bayern Monaco - Monaco 1860 | 1 - 1     | 63.000     |
| 144  | 21/09/1994 | Olympiastadion           | Fußball-Bundesliga 1994-1995 | Monaco 1860 - Bayern Monaco | 1 - 3     | 64.000     |
| 145  | 25/03/1995 | Olympiastadion           | Fußball-Bundesliga 1994-1995 | Bayern Monaco - Monaco 1860 | 1 - 0     | 63.000     |
| 146  | 02/09/1995 | Olympiastadion           | Fußball-Bundesliga 1995-1996 | Monaco 1860 - Bayern Monaco | 0 - 2     | 70,800     |
| 147  | 02/03/1996 | Olympiastadion           | Fußball-Bundesliga 1995-1996 | Bayern Monaco - Monaco 1860 | 4 - 2     | 69.000     |
| 148  | 01/11/1996 | Olympiastadion           | Fußball-Bundesliga 1996-1997 | Bayern Monaco - Monaco 1860 | 1 - 1     | 69.000     |
| 149  | 04/05/1997 | Olympiastadion           | Fußball-Bundesliga 1996-1997 | Monaco 1860 - Bayern Monaco | 3 - 3     | 69.000     |
| 150  | 01/11/1997 | Olympiastadion           | Fußball-Bundesliga 1997-1998 | Monaco 1860 - Bayern Monaco | 2 - 2     | 69,900     |
| 151  | 11/04/1998 | Olympiastadion           | Fußball-Bundesliga 1997-1998 | Bayern Monaco - Monaco 1860 | 3 - 1     | 69.000     |
| 152  | 07/11/1998 | Olympiastadion           | Fußball-Bundesliga 1998-1999 | Bayern Monaco - Monaco 1860 | 3 - 1     | 69.000     |
| 153  | 25/04/1999 | Olympiastadion           | Fußball-Bundesliga 1998-1999 | Monaco 1860 - Bayern Monaco | 1 - 1     | 69.000     |
| 154  | 27/11/1999 | Olympiastadion           | Fußball-Bundesliga 1999-2000 | Monaco 1860 - Bayern Monaco | 1 - 0     | 69.000     |
| 155  | 15/04/2000 | Olympiastadion           | Fußball-Bundesliga 1999-2000 | Bayern Monaco - Monaco 1860 | 1 - 2     | 69.000     |
| 156  | 21/10/2000 | Olympiastadion           | Fußball-Bundesliga 2000-2001 | Bayern Monaco - Monaco 1860 | 3 - 1     | 69.000     |
| 157  | 17/03/2001 | Olympiastadion           | Fußball-Bundesliga 2000-2001 | Monaco 1860 - Bayern Monaco | 0 - 2     | 69.000     |
| 158  | 13/10/2001 | Olympiastadion           | Fußball-Bundesliga 2001-2002 | Monaco 1860 - Bayern Monaco | 1 - 5     | 69.000     |
| 159  | 09/03/2002 | Olympiastadion           | Fußball-Bundesliga 2001-2002 | Bayern Monaco - Monaco 1860 | 2 - 1     | 68.000     |
| 160  | 10/09/2002 | Olympiastadion           | Fußball-Bundesliga 2002-2003 | Bayern Monaco - Monaco 1860 | 3 - 1     | 69.000     |
| 161  | 15/02/2003 | Olympiastadion           | Fußball-Bundesliga 2002-2003 | Monaco 1860 - Bayern Monaco | 0 - 5     | 64.000     |
| 162  | 22/11/2003 | Olympiastadion           | Fußball-Bundesliga 2003-2004 | Monaco 1860 - Bayern Monaco | 0 - 1     | 69.000     |
| 163  | 25/04/2004 | Olympiastadion           | Fußball-Bundesliga 2003-2004 | Bayern Monaco - Monaco 1860 | 1 - 0     | 71.000     |
| 164  | 27/02/2008 | Allianz Arena            | DFB-Pokal 2007-2008          | Bayern Monaco - Monaco 1860 | 1 - 0     | 69.000     |

#### Amichevoli
| Num. | Data       | Stadio             | Competizione | Incontro                    | Risultato | Spettatori |
| ---- | ---------- | ------------------ | ------------ | --------------------------- | --------- | ---------- |
|      | 18/04/1954 | Grünwalder Stadion | Amichevole   | Bayern Monaco - Monaco 1860 | 2 - 2     | 6.000      |
|      | 02/01/1955 | Grünwalder Stadion | Amichevole   | Bayern Monaco - Monaco 1860 | 2 - 2     | 20.000     |
|      | 13/08/1955 | Grünwalder Stadion | Amichevole   | Monaco 1860 - Bayern Monaco | 1 - 3     |            |
|      | 26/12/1956 | Grünwalder Stadion | Amichevole   | Bayern Monaco - Monaco 1860 | 1 - 2     | 12.000     |
|      | 18/04/1960 | Grünwalder Stadion | Amichevole   | Bayern Monaco - Monaco 1860 | 4 - 1     | 15.000     |
|      | 08/05/1962 | Grünwalder Stadion | Amichevole   | Bayern Monaco - Monaco 1860 | 1 - 3     |            |
|      | 25/09/1963 | Grünwalder Stadion | Amichevole   | Bayern Monaco - Monaco 1860 | 3 - 2     | 7.000      |
|      | 05/08/1964 | Grünwalder Stadion | Amichevole   | Monaco 1860 - Bayern Monaco | 4 - 2     |            |
|      | 06/08/1971 | Grünwalder Stadion | Amichevole   | Monaco 1860 - Bayern Monaco | 1 - 7     | 36.000     |
|      | 25/07/1973 | Olympiastadion     | Amichevole   | Bayern Monaco - Monaco 1860 | 3 - 0     | 46.000     |
|      | 25/07/1975 | Olympiastadion     | Amichevole   | Bayern Monaco - Monaco 1860 | 3 - 0     | 57.000     |
|      | 03/08/1976 | Olympiastadion     | Amichevole   | Bayern Monaco - Monaco 1860 | 1 - 0     | 40.000     |
|      | 27/07/1977 | Olympiastadion     | Amichevole   | Monaco 1860 - Bayern Monaco | 2 - 1     | 67.000     |
|      | 19/07/1978 | Olympiastadion     | Amichevole   | Bayern Monaco - Monaco 1860 | 2 - 2     | 48.000     |
|      | 27/03/1979 | Grünwalder Stadion | Amichevole   | Monaco 1860 - Bayern Monaco | 1 - 1     | 26.000     |
|      | 25/07/1979 | Olympiastadion     | Amichevole   | Bayern Monaco - Monaco 1860 | 3 - 0     | 68.000     |
|      | 22/07/1980 | Olympiastadion     | Amichevole   | Monaco 1860 - Bayern Monaco | 2 - 3     | 35.000     |
|      | 23/07/1981 | Olympiastadion     | Amichevole   | Bayern Monaco - Monaco 1860 | 1 - 1     | 25.000     |
|      | 09/08/1983 | Olympiastadion     | Amichevole   | Bayern Monaco - Monaco 1860 | 5 - 0     | 17.000     |
|      | 30/09/1984 | Grünwalder Stadion | Amichevole   | Monaco 1860 - Bayern Monaco | 1 - 5     | 3,500      |
|      | 16/07/1991 | Olympiastadion     | Amichevole   | Bayern Monaco - Monaco 1860 | 0 - 0     | 40.000     |
|      | 06/04/1992 | Grünwalder Stadion | Amichevole   | Monaco 1860 - Bayern Monaco | 1 - 4     | 7.000      |
|      | 19/07/2004 | Olympiastadion     | Amichevole   | Monaco 1860 - Bayern Monaco | 1 - 0     | 10.000     |
|      | 02/06/2005 | Allianz Arena      | Amichevole   | Monaco 1860 - Bayern Monaco | 1 - 0     | 64.000     |
|      | 08/08/2006 | Allianz Arena      | Amichevole   | Bayern Monaco - Monaco 1860 | 0 - 3     |            |
|      | 26/01/2008 | Allianz Arena      | Amichevole   | Bayern Monaco - Monaco 1860 | 1 - 1     | 66.000     |

### Derby tra squadre riserve
| Stagione               | Campionato                        | Squadre                           | Casa  | Trasferta |
| 1997-98                | Regionalliga Süd (III)            | Bayern Monaco II - Monaco 1860 II | 2 - 2 | 1 - 3     |
| 1998-99                | Regionalliga Süd                  | Bayern Monaco II - Monaco 1860 II | 3 - 1 | 1 - 0     |
| 1999-2000              | Regionalliga Süd                  | Bayern Monaco II - Monaco 1860 II | 1 - 3 | 3 - 4     |
| 2000-01                | Regionalliga Süd                  | Bayern Monaco II - Monaco 1860 II | 0 - 0 | 3 - 0     |
| 2004-05                | Regionalliga Süd                  | Bayern Monaco II - Monaco 1860 II | 4 - 2 | 1 - 1     |
| 2005-06                | Regionalliga Süd                  | Bayern Monaco II - Monaco 1860 II | 1 - 0 | 2 - 2     |
| Bayerischer Toto-Pokal | Bayern Monaco II - Monaco 1860 II | 2 - 4                             | 2 - 4 |           |
| 2006-07                | Regionalliga Süd                  | Bayern Monaco II - Monaco 1860 II | 1 - 1 | 1 - 1     |
| 2007-08                | Regionalliga Süd                  | Bayern Monaco II - Monaco 1860 II | 1 - 0 | 2 - 3     |
| 2011-12                | Regionalliga Süd (IV)             | Bayern Monaco II - Monaco 1860 II | 1 - 2 | 1 - 0     |
| 2012-13                | Regionalliga Bayern (IV)          | Bayern Monaco II - Monaco 1860 II | 0 - 1 | 2 - 0     |
| 2013-14                | Regionalliga Bayern               | Bayern Monaco II - Monaco 1860 II | 2 - 0 | 1 - 2     |
| 2014-15                | Regionalliga Bayern               | Bayern Monaco II - Monaco 1860 II | 1 - 0 | 3 - 1     |
| 2015-16                | Regionalliga Bayern               | Bayern Monaco II - Monaco 1860 II | 0 - 0 | 0 - 2     |